# Aleš Hrdlička

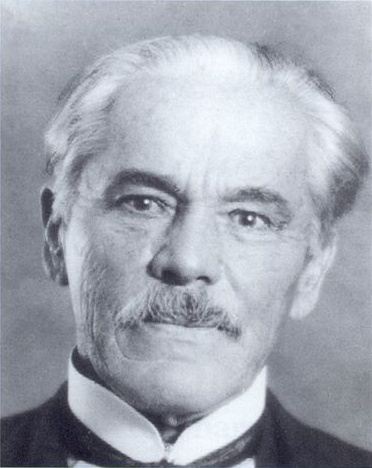
Aleš Hrdlička

Aleš Hrdlička (sinds 1918), geboren Alois Ferdinand Hrdlička (Humpolec, Bohemen, Oostenrijk-Hongarije, tegenwoordig Tsjechië, 30 maart 1869 - Washington D.C., Verenigde Staten, 5 september 1943) was een Tsjechische antropoloog, die in de Verenigde Staten woonde, sinds zijn familie daar in 1881 heen verhuisde.

## Biografie
Hrdlička werd op 30 maart 1869 in Humpolec geboren en katholiek gedoopt. Hij werd onderwezen door zijn moeder Karolína Hrdličková. Hij kwam op 13-jarige leeftijd op 10 september 1881 met zijn vader, Maximilian Hrdlička, aan in New York. Zijn moeder kwam later over met drie jongere kinderen. Vader en zoon werkten in een sigarenfabriek. 's Avonds volgde de jonge Hrdlička avondschool om zijn Engels te verbeteren. Op zijn achttiende besloot hij medicijnen te gaan studeren. Hij begon in 1889 aan de Eclectical Medical College en studeerde verder aan de Homeopatic College in New York. Hij maakte de studie in 1894 in Baltimore af. Daarna werkte hij in het Middletown asylum waar hij kennis nam van antropometrie. In 1896 ging hij naar Parijs, waar hij als antropoloog begon te werken.
Hij maakte tussen 1898 en 1903 reizen door Amerika voor wetenschappelijk onderzoek en begon als eerste de theorie van menselijke kolonisatie van het Amerikaanse continent uit Oost-Azië te documenteren, volgens hem slechts 3000 jaar geleden. De Spaanse jezuïet José de Acosta schreef als eerste in 1589 over het idee dat de Amerikaanse indianen oorspronkelijk uit Oost-Azië kwamen en Hrdlička nam dit idee van hem over. Hij reisde in 1920 naar Azië om er de bakermat van de Amerikaanse indiaan te zoeken. De theorie van de herkomst van menselijke soorten ontving in 1927 de Thomas Henry Huxley Award.
Hrdlička stichtte en werd in 1903 de eerste curator van fysieke antropologie van het U.S. National Museum, tegenwoordig het Smithsonian Institution National Museum of Natural History. Hij begon de American Journal of Physical Anthropology in 1910.
Tussen 1936 en 1938 werden onder zijn leiding meer dan vijftig mummies in grotten op het Kagamil Eiland gevonden.

## Europese oorsprong hypothese

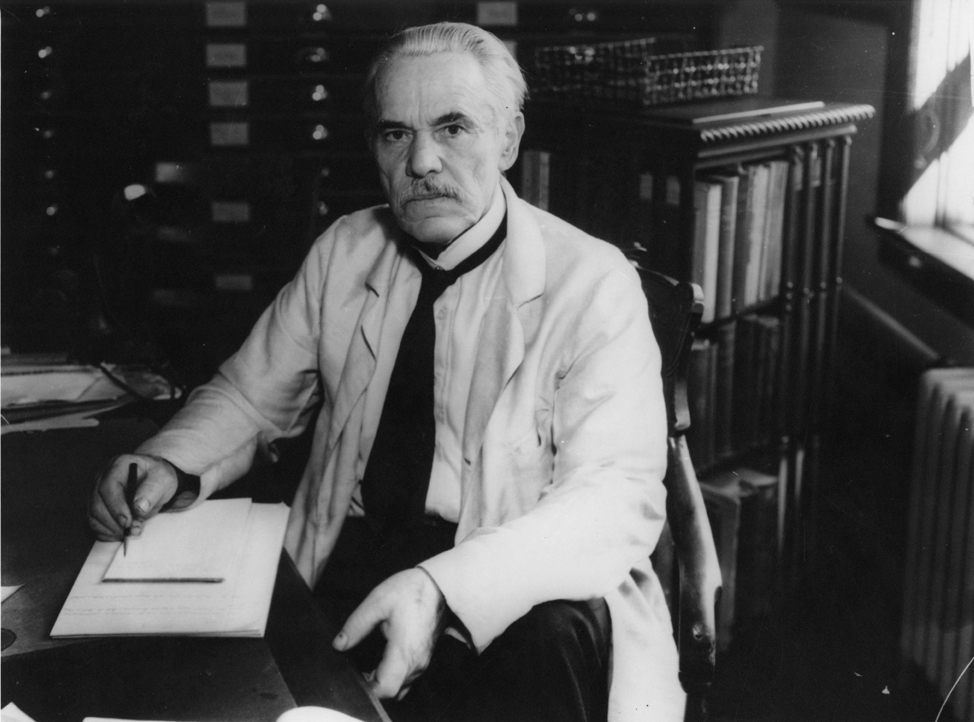
Aleš Hrdlička (1930)

Hrdlička was geïnteresseerd in de oorsprong van de mens. Hij stond kritisch tegenover de hominide evolutie en de Azië-hypothese. Volgens hem lag de bakermat van de mensheid niet in Centraal-Azië, maar in Centraal-Europa. Die Europa-hypothese is afgewezen en vervangen door de Multiregionale hypothese en de Out of Africa-hypothese.